# Casper (film)
Pour les articles homonymes, voir Casper.
Pour plus de détails, voir Fiche technique et Distribution.
Casper est un film américain réalisé par Brad Silberling, sorti en 1995. Il est fondé sur le personnage de la série de bande dessinée publiée à l'origine par Harvey Comics. Le film est inspiré du court-métrage d'animation Casper le gentil fantôme, réalisé par Izzy Sparber en 1945. C'est le premier long métrage dont le héros principal est en images de synthèse.
Le film suit la jeune Kathleen « Kat », qui fait la connaissance de Casper, un jeune fantôme. Celui-ci occupe la bâtisse en compagnie de ses trois oncles. Commence alors une cohabitation explosive. Casper est un gentil fantôme, contrairement à ses trois oncles. Les deux amis vont alors tout faire pour retrouver le trésor et surtout, redonner vie à Casper.

## Synopsis
Après la mort de son père, l'héritière névrosée et gâtée Carrigan Crittenden découvre  dans le testament qu'elle a hérité du manoir Whipstaff, situé dans le Maine, tandis que la richesse de son père est allée à plusieurs œuvres caritatives pour des animaux. Carrigan et son avocat et ami proche Dibs trouvent une carte dans les papiers du testament qui parle d'un prétendu trésor caché à l'intérieur du manoir, mais trouvent la propriété hantée par un fantôme amical nommé Casper et ses oncles poltergeist, le trio fantomatique : Teigneux, Crado et Bouffi. Ils tentent en vain de chasser les fantômes par l'intermédiaire d'experts paranormaux (un Exorciste et un chasseur de fantôme) et d'une équipe de démolition. Un Casper solitaire regarde un reportage sur le thérapeute paranormal James Harvey (qui pense que si les fantômes sont sur terre c'est qu'ils n'ont pas accompli leurs œuvres inachevées) et commence à avoir un coup de foudre envers sa fille adolescente, Kat, ce qui incite Casper à inspirer Carrigan en convoquant Harvey à Whipstaff. Kat n'aime pas le travail de son père et son obsession à vouloir contacter le fantôme de sa défunte épouse Amelia, mais son père lui promet avec le doigt que s' il ne trouve pas de fantôme au manoir, il arrêterait. Les Harvey emménagent à Whipstaff, mais la tentative de Casper de se lier d'amitié en se présentant à eux échoue surtout quand ses oncles tentent de les tourmenter et de les effrayer.
Casper gagne la confiance des Harvey lorsqu'il leur sert le petit-déjeuner et suit Kat à l'école, où elle devient populaire lorsque sa classe apprend qu'elle vit à Whipstaff et accepte d'y organiser leur fête d' Halloween. Sa camarade de classe Amber complote avec son ami Vic pour saboter la fête de Kat pour ne pas avoir été choisie pour faire la fête chez elle. Harvey tente des séances de thérapie avec le trio fantômes, qui révèle qu'ils connaissent Amelia ; en échange de convaincre Carrigan de les laisser tranquilles, ils promettent d'organiser à Harvey un rendez-vous avec sa femme, mais il s'agissait encore d'une nouvelle farce.
Kat apprend que Casper n'a aucun souvenir de sa vie et restaure son ancienne salle de jeux dans le grenier pour lui rappeler. Casper reconnaît un vieux traîneau en bois que son père lui a acheté et se souvient avoir joué dehors jusqu'à ce qu'il meurt probablement d'un accident devenant un fantôme pour tenir compagnie à son père. Un article de journal révèle que le père de Casper a été déclaré fou après avoir construit une machine, le Lazare, qui, selon lui, pourrait ramener les morts à la vie. Casper et Kat s'aventurent au sous-sol et trouvent le Lazare. Carrigan et Dibs se faufilent à l'intérieur et volent la formule qui alimente la machine, complotant pour l'utiliser pour s'accorder l'immortalité. Cependant, ils tentent de s'entre-tuer pour tester la théorie et récupérer le trésor qu'ils pensent se trouver dans le coffre-fort verrouillé du sous-sol. Cela culmine lorsque Carrigan tente d'écraser Dibs avec son Range Rover, mais s'écrase à la place sur un arbre à flanc de falaise ; en sortant de sa voiture, Carrigan tombe à mort et devient un fantôme.
Harvey devient déprimé après que le trio lui ait fait cette farce, les incitant à l'emmener en ville. Ils prévoient de le tuer pour former un quatuor, mais changent d'avis après que le thérapeute ivre déclare qu'il dira à Carrigan qu'ils vont rester chez eux. Cependant, Harvey tombe accidentellement et meurt.
Dans le laboratoire, le fantôme de Carrigan affronte Casper et Kat, volant ce qu'elle croit être le trésor du coffre-fort et lançant Dibs par la fenêtre lorsqu'il tente de la doubler. Alors que Carrigan demande à être ramenée à la vie, Casper et Kat la trompent en lui faisant dire qu'elle n'a pas d'œuvre inachevé sur Terre où elle vante de ne pas en avoir jusqu'à ce qu'elle disparaisse pour rejoindre l'au-delà. Le trésor se révèle être la balle de baseball de Casper, signée par Duke Snider. Avant que Casper n'entre dans la machine, lui et Kat découvre qu'Harvey maintenant fantôme et toujours ivre, s'intégrant parfaitement avec les oncles de Casper ; Harvey retrouve la raison lorsque Kat lui rappelle leur promesse, le désespoir de Kat à ce sujet incite Casper à sacrifier sa seule chance de revenir à la vie, ressuscitant Harvey à la place.
La fête d'Halloween commence à l'étage ; La farce d'Amber et Vic est contrecarrée par le trio fantomatique, et ils s'enfuient terrorisés. Amelia, maintenant un ange, rencontre Casper dans sa salle de jouets pour le récompenser de sa bravoure et de son sacrifice, et lui accorde sa forme humaine jusqu'à vingt-deux heures, lui permettant d'assister à la fête et de danser avec Kat. Amelia rencontre Harvey, expliquant que le trio fantomatique a tenu sa promesse de lui organiser un rendez-vous avec elle, et lui dit qu'elle était si contente de sa famille de son vivant qu'elle n'a aucune affaire inachevée, l'encourageant à passer à autre chose. Amelia part alors que l'horloge sonne vingt-deux heures, promettant à Harvey qu'eux et Kat seront de nouveau ensemble un jour ; après avoir embrassé Kat, Casper se transforme à nouveau en fantôme, puis effraie par inadvertance les invités de Kat au point de fuir le manoir. Kat est néanmoins impressionnée par la fête et le trio fantomatique joue le thème de leur neveu pour qu'ils puissent danser.

## Fiche technique
- Titre : Casper
- Titre québécois : Casper : Le Spectropathe
- Réalisation : Brad Silberling
- Scénario : Sherri Stoner et Deanna Oliver (en)
- Décors : Leslie Dilley
- Costumes : Rosanna Norton
- Photographie : Dean Cundey
- Effets spéciaux : Industrial Light & Magic
- Supervision des personnages digitaux : Dennis Muren
- Montage : Michael Kahn
- Musique : James Horner
- Production : Colin Wilson (en), Jeff Franklin, Steve Waterman, Gerald R. Molen, Jeffrey A. Montgomery, Steven Spielberg et Paul Deason
- Sociétés de production : Amblin Entertainment, Universal Pictures et The Harvey Entertainment Company
- Budget : 55 millions de dollars (41,73 millions d'euros)
- Pays d'origine :  États-Unis
- Langue : anglais
- Format : Couleurs - Format 35 mm - 1,85:1 - DTS
- Genre : comédie, fantastique
- Durée : 96 minutes
- Dates de sortie : 26 mai 1995 (États-Unis), 4 octobre 1995 (France)

## Distribution
- Christina Ricci (VF : Alexandra Garijo) : Kathleen « Kat » Harvey
- Bill Pullman (VF : Renaud Marx) : Dr James Harvey
- Malachi Pearson (VF : Pascal Grull) et (VF : Richard Darbois)  pour « Super Casper » uniquement : Casper (McFadden) (voix)
- Cathy Moriarty (VF : Frédérique Tirmont) : Catherine « Carrigan » Crittenden
- Eric Idle (VF : Philippe Peythieu) : Paul « Dibbs » Plutzker
- Ben Stein (VF : Jacques Ciron) : M. Rugg
- Spencer Vrooman (VF : Damien Dandre) : Andreas
- Chauncey Leopardi (VF : Donald Reignoux) : Nicky
- Wesley Thompson (VF : Thierry Desroses) : M. Curtis
- Amy Brenneman (VF : Francine Laffineuse) : Amelia Harvey
- Devon Sawa (VF : Pascal Grull) : Casper McFadden (forme humaine)
- Garette Ratliff Henson (VF : Maël Davan-Soulas) : Vic DePhillippi
- Jessica Wesson (en) (VF : Sauvane Delanoë) : Amber Whitmire
- Joe Nipote (VF : Daniel Lafourcade) : Teigneux (Stretch en VO)
- Joe Alaskey (VF : Gilbert Lévy) : Crado (Stinkie en VO)
- Brad Garrett (VF : Michel Tugot-Doris) : Bouffi (Fatso en VO)
- Doug Bruckner (VF : Vincent Violette) : le journaliste qui interview Kat (voix)

Caméos
- Don Novello (VF : Patrick Laplace) : le père Guido Sarducci, l'exorciseur
- Dan Aykroyd (VF : Richard Darbois) : Dr Raymond Stantz (Ghostbusters) (non crédité)
- Clint Eastwood : lui-même (non crédité)
- Rodney Dangerfield (VF : Michel Tugot-Doris) : lui-même (non crédité)
- Mel Gibson (sans dialogue) : lui-même (non crédité)
- Fred Rogers (VF : Jean-Pierre Leroux) : M. Rogers (archive footage)
- Terry Murphy (en) (VF : Françoise Cadol) : elle-même (Hard Copy)
- John Kassir : le Gardien de la Crypte (Crypt Keeper en VO)

## Distinctions
- Prix de la meilleure jeune actrice pour Christina Ricci et nomination au prix du meilleur film fantastique, par l'Académie des films de science-fiction, fantastique et horreur en 1996.
- Young Artist Award du meilleur doublage par un jeune acteur pour Malachi Pearson et nomination au Young Artist Award de la meilleure jeune actrice pour Christina Ricci en 1996.

## Analyse